# Florentyn
Florentyn – imię męskie pochodzenia łacińskiego, genetycznie wtórne cognomen Florentinus, utworzone od pierwotnego Florentius Istnieją liczni święci patroni tego imienia, m.in. św. Florentyn (+357), męczennik burgundzki wspominany 27 września.
Żeński odpowiednik: Florentyna
Florentyn imieniny obchodzi 14 lutego, 23 lutego, 1 kwietnia, 11 czerwca, 16 października i 17 października.
Znane osoby noszące imię Florentyn:
- Florentino Ameghino — argentyński zoolog, paleontolog i antropolog
- Florentyn Andracki – polski urzędnik
- Florentino Perez – hiszpański biznesmen, prezes klubu piłkarskiego Real Madryt
- Florentyn Felipe Naya – hiszpański zakonnik i męczennik
- Florentyn Asensio Barroso – hiszpański biskup i męczennik
- Florentyn Trawiński – polski historyk sztuki, poliglota, tłumacz, muzealnik, kawaler francuskiego Orderu Legii Honorowej